# Friedrich Karl Drescher-Kaden

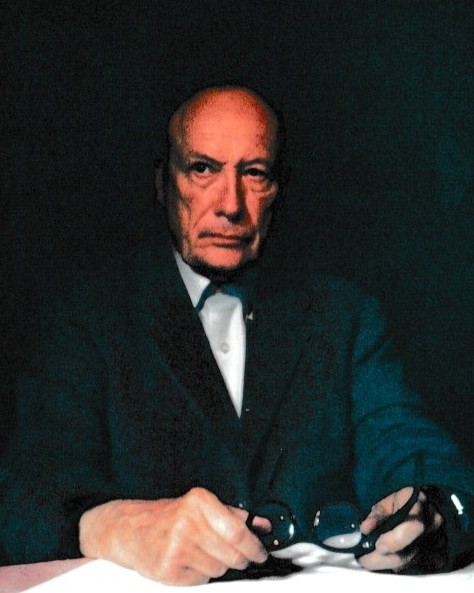
Friedrich Karl Drescher-Kaden (Baden-Baden, ca. 1970)

Friedrich Karl Drescher-Kaden (* 10. Mai 1894 in Münster; † 30. März 1988 in Bonn) war ein deutscher Mineraloge und Petrologe. Er erforschte die Entstehung von Graniten und war Namensschöpfer und Mitbegründer der 1949 gegründeten Fraunhofer-Gesellschaft.

## Leben
Friedrich Karl Drescher-Kaden war der Sohn des Germanisten Carl Maria Drescher und dessen Ehefrau Julie (1866–1938), geborene von Heyden-Nerfken. Seine Schwester Charlotte war mit dem General der Kavallerie Franz Kreß von Kressenstein verheiratet.
Friedrich Karl Drescher-Kaden studierte 1914/1915 zunächst Medizin und Naturwissenschaften an der Schlesischen Friedrich-Wilhelms-Universität Breslau und nahm anschließend als Offizier (letzter Dienstgrad Oberleutnant) am Ersten Weltkrieg teil. Nach Kriegsende studierte er an der Universität Breslau ab 1919 Chemie, Physik, Mineralogie und Petrographie und wurde in Breslau 1922 mit seiner Dissertation Zur Tektonik der Intrusivmasse von Friedeberg, Tschechoslowakei zum Dr. phil. promoviert.
Im Jahr 1923 wechselte er als Wissenschaftlicher Assistent nach Darmstadt, habilitierte sich mit seiner Habilitationsschrift Zur Tektonik und Petrographie der Diorite von Fürstenstein (Bayerischer Wald) und wirkte in der Folge noch bis 1929 als Privatdozent an der Technischen Hochschule.
1929 wurde er ordentlicher Professor für Mineralogie, Petrographie und Lagerstättenkunde an der Bergakademie Clausthal. 1929/30 nahm er an der 2. Hessischen Grönlandexpedition teil.
Zum 1. August 1932 trat er der NSDAP bei (Mitgliedsnummer 1.250.567) und wurde 1933 zum Reichsvertrauensmann an der Bergakademie Clausthal ernannt. In dieser Funktion sollte er der Partei Bericht erstatten und gleichzeitig aber auch für die Abwehr arbeiten. Vor 1933 war er auch der einzige Lehrstuhlinhaber in Clausthal, der aktives NSDAP-Mitglied war. Allerdings blieb er zeitlebens sowohl mit dem jüdischen Geochemiker Victor Moritz Goldschmidt als auch dem österreichischen Chemiker und unter dem Codenamen „Griffin“ als Agent des britischen Geheimdienstes MI6 agierenden Paul Rosbaud befreundet.
Von 1934 bis 1936 wirkte er als Nachfolger von Erich Harbort als ordentlicher Professor für Lagerstättenkunde und Petrographie am Institut für Lagerstätten- und Rohstoffkunde an der Fakultät IV für Bergbau und Hüttenwesen der Technischen Hochschule zu Berlin.
Ab dem Wintersemester 1936 wurde er als ordentlicher Professor für Mineralogie an die Georg-August-Universität Göttingen berufen. Es folgte 1942 eine ordentlicher Professur für Angewandte Mineralogie an der Reichsuniversität Straßburg, die er 1944 mit dem alliierten Vormarsch und der damit verbundenen Vertreibung verlor.
Nach Kriegsende war er von 1948 bis 1952 wissenschaftlicher Mitarbeiter am Bayerischen Geologischen Landesamt und von 1949 bis 1952 Honorarprofessor an der Universität München. Während dieser Zeit war er Namensschöpfer und Mitbegründer der von ihm nach Joseph von Fraunhofer benannten Fraunhofer-Gesellschaft.
Friedrich Karl Drescher-Kaden wirkte zuletzt von 1952 bis zu seiner Emeritierung 1960 als ordentlicher Professor und Direktor des Mineralogisch-petrographischen Instituts der Universität Hamburg.
Der Forschungsschwerpunkt von Friedrich Karl Drescher-Kaden lag auf der Problematik der Entstehung von Graniten, wobei er in einem im Jahr 1969 veröffentlichten Buch über Granitprobleme sein Lebenswerk zusammenfasste.
Friedrich Karl Drescher-Kaden war im Jahr 1948 Mitbegründer der Heidelberger Beiträge zur Mineralogie und Petrographie, die später in Contributions to Mineralogy and Petrology umbenannt wurden.
Er war verheiratet mit seiner Ehefrau Renate, geborene von Reibnitz.

## Auszeichnungen und Ehrungen
Von 1938 bis 1942 war er Präsident der Akademie der Wissenschaften zu Göttingen, bei der er im Jahr 1936 zum Mitglied gewählt wurde. Im Jahr 1940 wurde er in der Sektion Mineralogie, Kristallographie und Petrologie zum Mitglied der Deutschen Akademie der Naturforscher Leopoldina und 1943 zum Mitglied der Heidelberger Akademie der Wissenschaften gewählt. Im Jahr 1950 wurde er zunächst ordentliches und nach seinem Umzug 1952 korrespondierendes Mitglied der Bayerischen Akademie der Wissenschaften. Die 1954 gegründete und später 2004 mit der Deutschen Geologischen Gesellschaft verschmolzene ehemalige ostdeutsche Gesellschaft für Geowissenschaften (GGW) ernannte ihn 1967 zum Ehrenmitglied.

## Schriften (Auswahl)
- Zur Tektonik und Petrographie der Diorite von Fürstenstein (Bayerischer Wald). Abhandlungen der Hessischen Geologischen Landesanstalt zu Darmstadt, 8, 1, Darmstadt 1925
- Die Feldspat-Quarz-Reaktionsgefüge der Granite und Gneise und ihre genetische Bedeutung. Springer-Verlag, Berlin/Göttingen/Heidelberg 1948
- Granitprobleme. Akademie-Verlag, Berlin 1969
- Aplitische Gänge in Graniten und Gneisen. Walter de Gruyter, Berlin/New York 1974